# Кашина Галета (Алесандрија)
Кашина Галета је насеље у Италији у округу Алесандрија, региону Пијемонт.
Према процени из 2011. у насељу је живело 27 становника. Насеље се налази на надморској висини од 202 м.